# Scaptomyza fastigata
Scaptomyza fastigata är en tvåvingeart som beskrevs av Hardy 1965. Scaptomyza fastigata ingår i släktet Scaptomyza och familjen daggflugor. Inga underarter finns listade i Catalogue of Life.